# Hypoleucis ophiusa
Hypoleucis ophiusa är en fjärilsart som beskrevs av William Chapman Hewitson 1866. Hypoleucis ophiusa ingår i släktet Hypoleucis och familjen tjockhuvuden. Inga underarter finns listade i Catalogue of Life.

## Bildgalleri

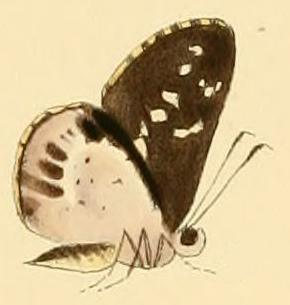
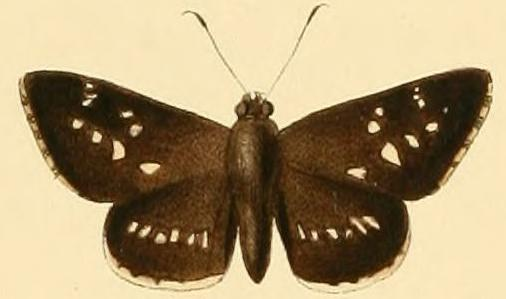
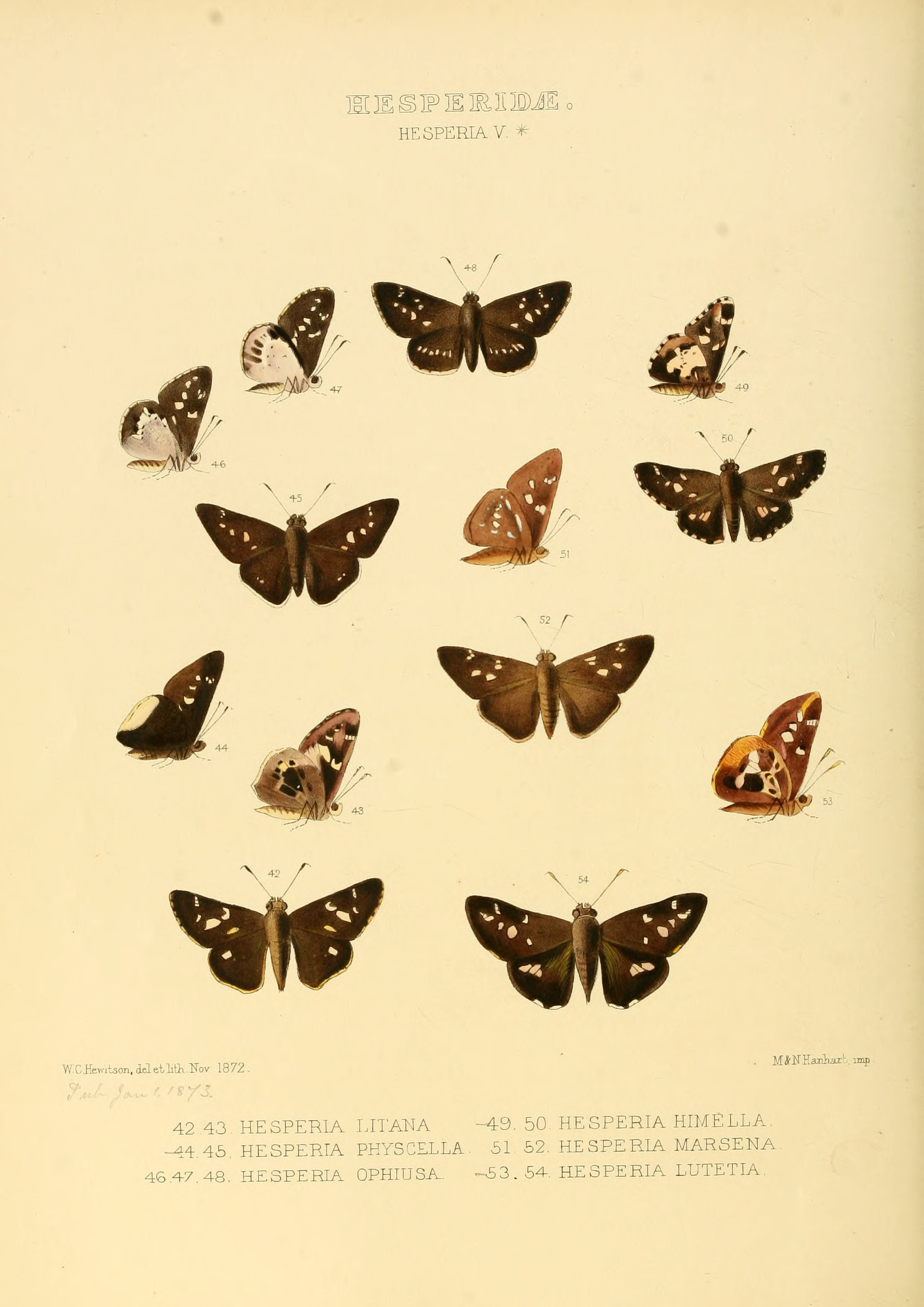